# Папа Пије IX
Пије IX (13. мај 1792 — 7. фебруар 1878) је био папа чији је понтификат трајао 31 годину и 236 дана, најдуже у историји Католичке цркве. За време његовог понтификата црквена држава је изгубила највећи део својих територија, а папа се повукао у Ватикан. Године 1854. прогласио је догму о безгрешном зачећу Богородице, а 1870. о непогрешивости папе.
Својим саветима је помагао дон Боску утемељити Салезијанску дружбу; тиме си је заслужио надимак „Дон Босков Папа”. Папа Пије IX је боловао од епилепсије.

## Ранији живот
Ђиовани Марија Мастај Ферети родио се 13. маја 1792. у Сенигалији у аристократској породици грофа Ђиролама Мастај Феретија и Катерине, рођене Солази, као девето дете. Од 1802. до 1809. године стиче класично образовање у Волтери, а затим одлази у Рим на студије филозофије и теологије. Рим напушта 1810. због политичких превирања, те се поново враћа 1814. како би се придружио папинској племићкој гарди. Међутим, у то време је боловао од епилепсије, те је његов захтев одбијен. Ђиовани наставља студије теологије које завршава 1818, те је у априлу 1819. заређен за свештеника. Службовање започиње као ректор сиротишта Тата Ђиовани у Риму, да би од 1823. до 1825. боравио у Чилеу као члан папиног изасланства. Враћа се у Рим и постаје управник Болнице св. Михајла и управник Цркве св. Марије у Виа Лата. У мају 1827. папа Лав XII именује га надбискупом Сполета. Године 1832. папа Гргур  поставља га за бискупа Имоле, али са титулом надбискупа, те га именује кардиналом 1839. године. Именовање је објављено у децембру 1840. када је примио гримиз и титулу. Папа Гргур XVI умире 1. јуна 1846. и кардинал Мастај Ферети је позван у Рим на конклаву.

## Избор за папу
На конклави је учествовало 50 од 62 кардинала. Кардиналски колегијум поделио се између два кандидата који су сматрани као пожељни и од гласања до гласања број гласова није се мењао. Декан Кардиналског збора предложио је тада да се гласе „за најмлађег” кандидата. Тако је 16. јуна 1846. и изабран најмлађи кардинал педесет четверогодишњи Ђиовани Марија Мастај Ферети, надбискуп-бискуп Имоле. По завршетку конклаве допутовао је кардинал Карл Кајетан фон Гајсрук (1769 – 1846), надбискуп Милана, који је носио вето аустријског цара Фердинанда I на избор кардинала Мастај Феретија. Међутим, стигао је прекасно.

## Почетак понтификата
Нови папа узео је име Пије IX, а његов избор је у то време изазвао велико изненађење, с обзиром да су га претежно конзервативни кардинали изабрали, мада је он био познат по својим либералним ставовима. Одмах по ступању на папинско престоље Пије IX је помиловао више од хиљаду затвореника и зајамчио слободу прогнанима и избеглима. На запрепаштење бечког двора, Папа је основао цивилну владу и ставио је под надзор парламентарне скупштине, те затражио од својих министара да реформишу грађанско право, казнени систем, јавно образовање и друго. Одјек тих његових мера био је велик у Европи и свету, а посебно у Италији, која је гласно клицала „либералном папи“. Али све се нагло променило када се Пије IX одбио да се сврста на било чију страну у рату између краља Карла Алберта Савојског и Аустроугарске. Италијански националисти су му то јако замерили, јер су хтели да га придобију за покрет који је покренуо целу Италију, како би се ослободиле територије које су још биле под аустријском влашћу. Пред крај 1848. долази до велике кризе која је била последица распада економије. На дан отварања Скупштине 15. децембра 1848, убијен је у дворишту палате Канцеларије премијер папинске владе гроф Пелегрино Роси (1787 – 1848). Убрзо је устанак захватио римске улице, те је Папа прерушен 24. новембра, под окриљем ноћи, напустио Квиринал и побегао у Гаету.